# Friedrich Wachtel
Friedrich Wachtel (* 17. März 1897 in Magdeburg; † 29. September 1965) war ein deutscher Politiker (CDU). Er war Abgeordneter des Thüringer Landtages sowie stellvertretender Oberbürgermeister von Erfurt.

## Leben
Wachtel, in Magdeburg geboren, war von Beruf Kaufmann, war dann als Landwirt und später als Geschäftsführer der Firma Kurt Kirchberg in Erfurt tätig. Er trat 1945 der Christlich-Demokratischen Union Deutschlands (CDU) bei. 1946 wurde er Kreisgeschäftsführer der CDU in Erfurt-Weißensee, später Vorsitzender des CDU-Kreisverbandes Erfurt. Von 1949 bis 1965 wirkte Wachtel als Stadtverordneter in Erfurt und war ab 1950 Mitglied des Landesvorstandes der CDU Thüringen bzw. ab 1952 Mitglied des CDU-Bezirksvorstandes Erfurt. Von 1950 bis 1952 war er Abgeordneter des Thüringer Landtages, dort auch Vorsitzender des Finanz- und Haushaltsausschusses. Von 1952 bis 1958 war er Abgeordneter des Bezirkstages Erfurt. Zwischen 1961 und 1965 wirkte er als stellvertretender Oberbürgermeister der Stadt Erfurt. Wachtel war auch als Leiter der Kreisgeschäftsstelle Erfurt der Industrie- und Handelskammer tätig.

## Auszeichnungen
- 1957 Ernst-Moritz-Arndt-Medaille[4]
- 1958 Ehrennadel der CDU[5]